# Hoobastank
Hoobastank (укр. Хубастенк) — американський рок-гурт, створений у 1994 році в Каліфорнії. Для ранньої творчості колективу було характерно фанк-рок звучання і використання саксофона. З 2000 року гурт зосередився на виконанні пост-гранжу. Крім цього жанру, в музиці Hoobastank помітні елементи поп-року і поп-панку, а також у деяких піснях панк-року.
Гурт став популярним відразу після релізу дебютного альбому They Sure Don't Make Basketball Shorts Like They Used To, але світове визнання прийшло до них з випуском синглу «The Reason» на початку 2004 року. Всього Hoobastank випустив 6 студійних альбомів, останній з яких, This Is the Day, вийшов у 2010 році. До часу його релізу колектив мав 10 мільйонів проданих копій своїх альбомів по всьому світу. Найвідомішою піснею гурту стала пісня «Out of control» 2003 року, яка зараз є широко-використовуваною у ПК-іграх.

## Учасники гурту

### Поточний склад
- Даг Робб (англ.) (англ. Doug Robb) — вокал, ритм-гітара
- Ден Естрін (англ. Dan Estrin) — лід-гітара
- Кріс Хессе (англ. Chris Hesse) — ударні
- Джесс Чарланд (англ. Jesse Charland) — бас-гітара

### Колишні учасники
- Дерек Кван (англ. Derek Kwan) — саксофон (1997—1999)
- Маркку Лаплайнен (фін. Markku Lappalainen) — бас-гітара (1994—2000)
- Джеремі Уоссер (англ. Jeremy Wasser) — саксофон (1995—2000)
- Джош Морью (англ. Josh Moreau) — бас-гітара (2006—2008)
- Давид Амезкуа (англ. David Amezcua) — бас-гітара (2008)

### Сесійні музиканти
- Єн Воткінс (англ. Ian Watkins) — бек-вокал у пісні «Out of Control»(2003)
- Джеймі Олівер (англ. Jamie Oliver) — бек-вокал у пісні «Out of Control» (2003)
- Ванесса Аморозі (англ. Vanessa Amorosi) — вокал у пісні «The Letter» (2009)

## Дискографія
Студійні альбоми
- 1998 — They Sure Don't Make Basketball Shorts Like They Used To
- 2000 — Forward
- 2001 — Hoobastank
- 2003 — The Reason
- 2006 — Every Man For Himself
- 2009 — For(n)ever
- 2012 — Fight or Flight